# East Richmond Heights (Kalifornija)
East Richmond Heights je naseljeno područje za statističke svrhe u američkoj saveznoj državi Kalifornija. Prema popisu stanovništva iz 2010. u njemu je živjelo 3,280 stanovnika.